# Joe Arpaio
Joseph Michael Arpaio (Springfield, 14 giugno 1932) è un politico statunitense.
Repubblicano, è stato sceriffo della contea di Maricopa dal 1993 al 2016.

## Biografia
Arpaio nacque a Springfield (Massachusetts), il 14 giugno 1932, da genitori italoamericani entrambi di Lacedonia, Italia. Era divenuto famoso per i suoi metodi duri e al limite della legalità come il campo di prigionia di Maricopa nel deserto e lo sfruttamento di detenuti per produrre elettricità tramite l'uso di cyclette.
Joe Arpaio si è schierato con i "birther" sostenendo che il certificato di nascita del presidente degli Stati Uniti d'America Barack Obama fosse falso. Sostenitore del candidato alle elezioni presidenziali negli Stati Uniti d'America del 2016 Donald Trump, nel luglio 2017 Arpaio è stato dichiarato colpevole da un tribunale federale di aver violato gli ordini del tribunale sulla parità di trattamento. Dopo aver rischiato una condanna a sei mesi di carcere, il 25 agosto il Presidente degli Stati Uniti Donald Trump lo ha graziato per il suo "esemplare servizio pubblico disinteressato".